# أليس هوفمان
أليس هوفمان (بالإنجليزية: Alice Hoffman) (و. 1952  م) هي كاتِبة، وروائية، وكاتبة سيناريو، وكاتبة للأطفال أمريكية، ولدت في نيويورك.

## التعليم
تعلمت في جامعة ستانفورد، وجامعة أدلفي.

## وصلات خارجية
- أليس هوفمان على موقع IMDb (الإنجليزية)
- أليس هوفمان على موقع الموسوعة البريطانية (الإنجليزية)
- أليس هوفمان على موقع أول موفي (الإنجليزية)
- أليس هوفمان على موقع إن إن دي بي (الإنجليزية)
- أليس هوفمان على موقع قاعدة بيانات الفيلم (الإنجليزية)